# Oberrœdern
Oberrœdern est une commune française située dans la circonscription administrative du Bas-Rhin et, depuis le 1er janvier 2021, dans le territoire de la Collectivité européenne d'Alsace, en région Grand Est.
Cette commune se trouve dans la région historique et culturelle d'Alsace.
Oberroedern est un village alsacien dont l'histoire remonte au XIe-XIIe siècle. Fondé par les moines de Münchhausen, il était initialement situé dans le bailliage épiscopal de Lauterbourg, au sein de l'évêché de Spire. Au XVIIIe siècle, Oberroedern, Aschbach et Stundwiller ont été regroupés pour former l'Obergericht.
Au début du XXe siècle, le village a été marqué par la construction de la Ligne Maginot. Le camp d'Oberroedern et de nombreux ouvrages ont été construits sur le ban communal. Pendant la Seconde Guerre mondiale, Oberroedern a été occupé par les Allemands et a subi d'importants dommages en raison de sa proximité avec la ligne Maginot. En juin 1940, juste avant l'armistice, le village a été attaqué par la 246è division d’infanterie. En janvier 1945, lors de la bataille de Hatten-Rittershoffen sous l'opération Nordwind, Oberroedern a de nouveau subi d'importantes destructions.
Après la guerre, le village a été reconstruit et a connu une période de modernisation et de développement.
Le 1er juillet 1974 la commune est fusionnée avec Stundwiller et Aschbach. La fusion avec Aschbach prend fin le 17 janvier 1988 et celle avec Stundwiller le 1er janvier 1989.
Aujourd'hui, Oberroedern est un village paisible avec une vie associative active.

## Géographie
Les communes avoisinant Oberrœdern sont Aschbach à 1,95 km, Stundwiller à 2,02 km, Hatten à 2,4 km, Rittershoffen à 2,8 km, Hoffen à 3,41 km, Buhl à 3,74 km, Hunspach à 4,91 km, Seebach à 5,65 km, Trimbach à 5,95 km et Crœttwiller à 6,64 km.
La ville d'Oberrœdern s'étend sur 5 km2.
Les habitants d'Oberrœdern sont appelés Oberrœdernois.
|               | Aschbach   |             |
| Hoffen        | Oberrœdern | Stundwiller |
| Rittershoffen |            | Hatten      |

### Hydrographie
La commune est dans le bassin versant du Rhin au sein du bassin Rhin-Meuse. Elle est drainée par le ruisseau le Seltzbach et le ruisseau le Haussauerbach,.
Le Seltzbach, d'une longueur de 33 km, prend sa source dans la commune de Gœrsdorf et se jette  dans la Sauer à Seltz, après avoir traversé 14 communes.

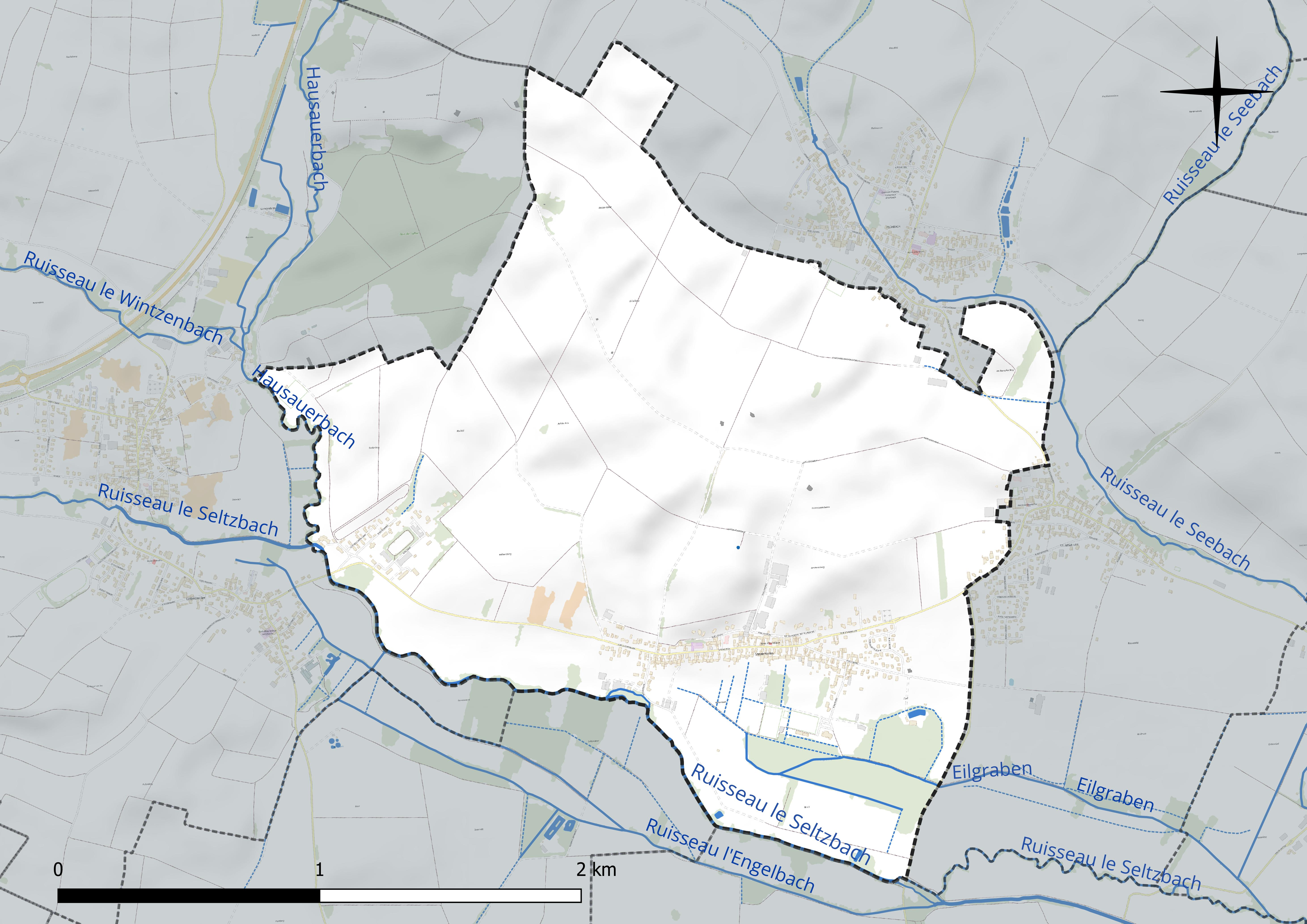
Réseau hydrographique d'Oberroedern.

Le Haussauerbach, d'une longueur de 15 km, prend sa source dans la commune de Rott et se jette  dans le Seltzbach à Hoffen, après avoir traversé huit communes.

### Climat
Pour des articles plus généraux, voir Climat du Grand Est et Climat du Bas-Rhin.
En 2010, le climat de la commune est de type climat des marges montargnardes, selon une étude du Centre national de la recherche scientifique s'appuyant sur une série de données couvrant la période 1971-2000. En 2020, Météo-France publie une typologie des climats de la France métropolitaine dans laquelle la commune est exposée à un climat semi-continental et est dans la région climatique  Alsace, caractérisée par une pluviométrie faible, particulièrement en automne et en hiver, un été chaud et bien ensoleillé, une humidité de l’air basse au printemps et en été, des vents faibles et des brouillards fréquents en automne (25 à 30 jours).
Pour la période 1971-2000, la température annuelle moyenne est de 10,8 °C, avec une amplitude thermique annuelle de 17,8 °C. Le cumul annuel moyen de précipitations est de 741 mm, avec 10,3 jours de précipitations en janvier et 9,9 jours en juillet. Pour la période 1991-2020, la température moyenne annuelle observée sur la station météorologique de Météo-France la plus proche, « Preuschdorf », sur la commune de Preuschdorf à 13 km à vol d'oiseau, est de 11,3 °C et le cumul annuel moyen de précipitations est de 834,2 mm. 
La température maximale relevée sur cette station est de 39,8 °C, atteinte le 4 juillet 2015 ; la température minimale est de −19,9 °C, atteinte le 8 janvier 1985,,.
Les paramètres climatiques de la commune ont été estimés pour le milieu du siècle (2041-2070) selon différents scénarios d'émission de gaz à effet de serre à partir des nouvelles projections climatiques de référence DRIAS-2020. Ils sont consultables sur un site dédié publié par Météo-France en novembre 2022.

## Urbanisme

### Typologie
Au 1er janvier 2024, Oberrœdern est catégorisée bourg rural, selon la nouvelle grille communale de densité à sept niveaux définie par l'Insee en 2022.
Elle est située hors unité urbaine et hors attraction des villes,.

### Occupation des sols

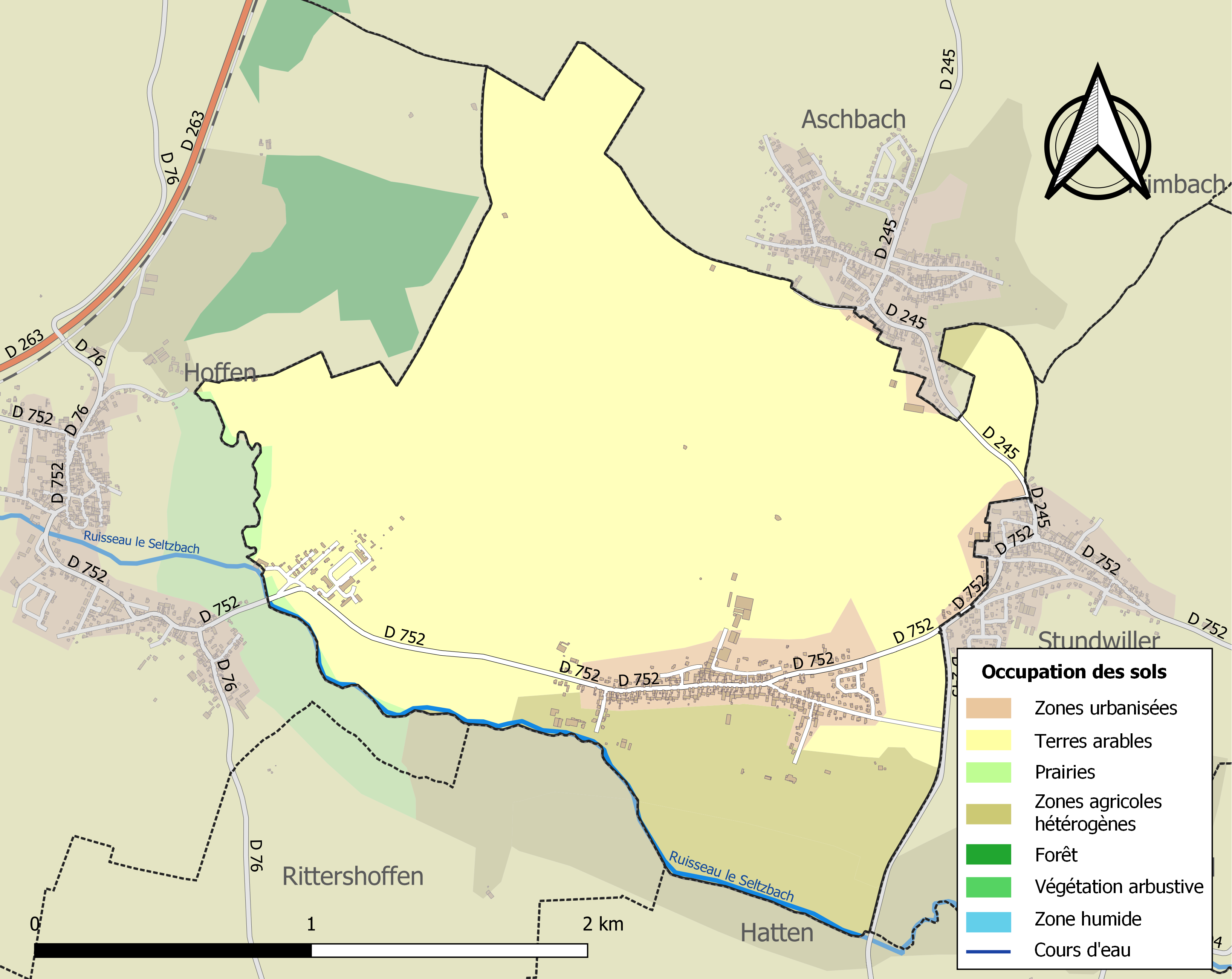
Carte des infrastructures et de l'occupation des sols de la commune en 2018 (CLC).

L'occupation des sols de la commune, telle qu'elle ressort de la base de données européenne d’occupation biophysique des sols Corine Land Cover (CLC), est marquée par l'importance des territoires agricoles (93,3 % en 2018), une proportion identique à celle de 1990 (93,3 %). La répartition détaillée en 2018 est la suivante : terres arables (77,1 %), zones agricoles hétérogènes (15,2 %), zones urbanisées (6,7 %), prairies (1 %).
L'IGN met par ailleurs à disposition un outil en ligne permettant de comparer l’évolution dans le temps de l’occupation des sols de la commune (ou de territoires à des échelles différentes). Plusieurs époques sont accessibles sous forme de cartes ou photos aériennes : la carte de Cassini (XVIIIe siècle), la carte d'état-major (1820-1866) et la période actuelle (1950 à aujourd'hui).

## Histoire[2]
Oberroedern, de par son Histoire, est marquée par une forte influence franco-allemande.
Au XVIIe et début du XVIIIe siècle, la commune est tiraillée entre le bailliage de Lauterbourg et l'évêché de Spire. Après la Révolution, Oberroedern et l'Alsace sont français. À cette époque, l'économie du village est exclusivement agraire.
Le 10 mai 1871, Oberroedern et le reste de l'Alsace sont cédés à l'Allemagne dans le traité de Francfort. Ils resteront allemands jusqu'à la fin de la Première Guerre mondiale.
Entre les deux guerres, Oberroedern est marquée par la construction de la ligne Maginot qui passe sur son ban. Sept ouvrages et une caserne seront alors construits sur 10 % de la surface cultivable de la commune. Cette période sera relativement prospère, grâce à l'accueil des ouvriers dans le village.
Dès la déclaration de la Seconde Guerre mondiale, le 2 septembre 1939, les habitants du village ont été évacués en Indre.
Oberroedern subit une attaque de la 246e division d'infanterie du 19 au 23 juin 1940. Les soldats basés à Oberroedern, aidés par l'ouvrage de Schœnenbourg, réussissent à repousser l'ennemi. Lorsqu'ils apprirent que l'Armistice avait été signée le 22 juin 1940 par le maréchal Pétain, les casematiers d'Oberroedern ont du déposer les armes et rendre l'ouvrage aux Allemands.
L'Armistice étant signée, les habitants peuvent rentrer chez eux. Ils doivent tout reconstruire et vivre sous l'occupation allemande.
Le 21 décembre 1944, les troupes américaines s'installent à Oberroedern. En janvier 1945, le village subit de nombreux bombardements, les villageois terrifiés se cachent dans les caves ou les abris avant d'être évacués dans le Jura.
À leur retour, en été 1945, les dégâts sont encore pire que la fois d'avant. Les maisons sont détruites et les champs impraticables. Le village entier est à reconstruire.

### Héraldique
| Blason de Oberrœdern | Blason  | D'argent au soc de charrue d'azur, la pointe vers le chef. |
| Blason de Oberrœdern | Détails |                                                            |

## Tradition
Chaque été, le club de football organise un concert en plein air sur le parking de la salle communale. Cet événement est appelé l'Open Air.

## Toponymie
Owerreddere en francique méridional.

## Politique et administration
| Période                                  | Période                   | Identité                                        | Étiquette | Qualité                           |
| ---------------------------------------- | ------------------------- | ----------------------------------------------- | --------- | --------------------------------- |
| Les données manquantes sont à compléter. |                           |                                                 |           |                                   |
| 1788                                     | 1791                      | Mathias Schenck                                 |           | Laboureur                         |
| Les données manquantes sont à compléter. |                           |                                                 |           |                                   |
| 1803                                     | 1808                      | Mathias Schenck                                 |           | Laboureur                         |
| 1808                                     | 1821                      | Adam Strasser                                   |           | Agriculteur                       |
| 1821                                     | 1826                      | Joseph Fix                                      |           | Agriculteur                       |
| 1826                                     | 1851                      | Laurent Philipps                                |           | Tailleur                          |
| 1851                                     | 1865                      | Martin Meyer                                    |           | Agriculteur                       |
| 1865                                     | 1876                      | Xavier Walter                                   |           | Agriculteur                       |
| 1877                                     | 1888                      | Louis Strasser                                  |           | Agriculteur                       |
| 1889                                     | 1891                      | Louis Meyer                                     |           | Aubergiste                        |
| 1891                                     | 1916                      | Joseph Jucker                                   |           | Agriculteur                       |
| 1917                                     | 1923                      | Antoine Dangler                                 |           | Agriculteur                       |
| 1924                                     | 1935                      | Louis Klehammer                                 |           | Agriculteur                       |
| 1935                                     | 1944                      | Georges Ball                                    |           | Charron                           |
| 1945                                     | 1959                      | Joseph Walter                                   |           | Encaisseur                        |
| 1959                                     | 1975                      | Joseph Kocher                                   |           | Agriculteur                       |
| 1975                                     | 1983                      | Albert Meyer                                    |           | Comptable                         |
| 1983                                     | 1989                      | Clément Amann                                   |           | Agent ONF                         |
| 1989                                     | mars 2001                 | François Albénésius                             |           | Gérant de caisse de Crédit mutuel |
| mars 2001                                | En cours (au 31 mai 2020) | Claude Philipps, Réélu pour le mandat 2020-2026 |           |                                   |

## Démographie
L'évolution du nombre d'habitants est connue à travers les recensements de la population effectués dans la commune depuis 1793. Pour les communes de moins de 10 000 habitants, une enquête de recensement portant sur toute la population est réalisée tous les cinq ans, les populations de référence des années intermédiaires étant quant à elles estimées par interpolation ou extrapolation. Pour la commune, le premier recensement exhaustif entrant dans le cadre du nouveau dispositif a été réalisé en 2006.

En 2022, la commune comptait 509 habitants, en évolution de −4,14 % par rapport à 2016 (Bas-Rhin : +3,17 %, France hors Mayotte : +2,11 %).
| 1793 | 1800 | 1806 | 1821 | 1831 | 1836 | 1841 | 1846 | 1851 |
| ---- | ---- | ---- | ---- | ---- | ---- | ---- | ---- | ---- |
| 309  | 529  | 637  | 694  | 811  | 766  | 673  | 688  | 697  |

| 1856 | 1861 | 1866 | 1871 | 1875 | 1880 | 1885 | 1890 | 1895 |
| ---- | ---- | ---- | ---- | ---- | ---- | ---- | ---- | ---- |
| 643  | 624  | 655  | 640  | 629  | 590  | 537  | 528  | 534  |

| 1900 | 1905 | 1910 | 1921 | 1926 | 1931 | 1936 | 1946 | 1954 |
| ---- | ---- | ---- | ---- | ---- | ---- | ---- | ---- | ---- |
| 510  | 508  | 480  | 425  | 407  | 413  | 699  | 415  | 404  |

| 1962 | 1968 | 1982 | 1990 | 1999 | 2006 | 2011 | 2016 | 2021 |
| ---- | ---- | ---- | ---- | ---- | ---- | ---- | ---- | ---- |
| 401  | 392  | 378  | 474  | 449  | 480  | 542  | 531  | 516  |

| 2022 | - | - | - | - | - | - | - | - |
| ---- | - | - | - | - | - | - | - | - |
| 509  | - | - | - | - | - | - | - | - |

## Lieux et monuments
L'église d'Oberrœdern, qui se nomme église du Cœur-Immaculé-de-Marie, se situe sur la route principale du village. Elle a été construite entre mars 1962 et mai 1965.

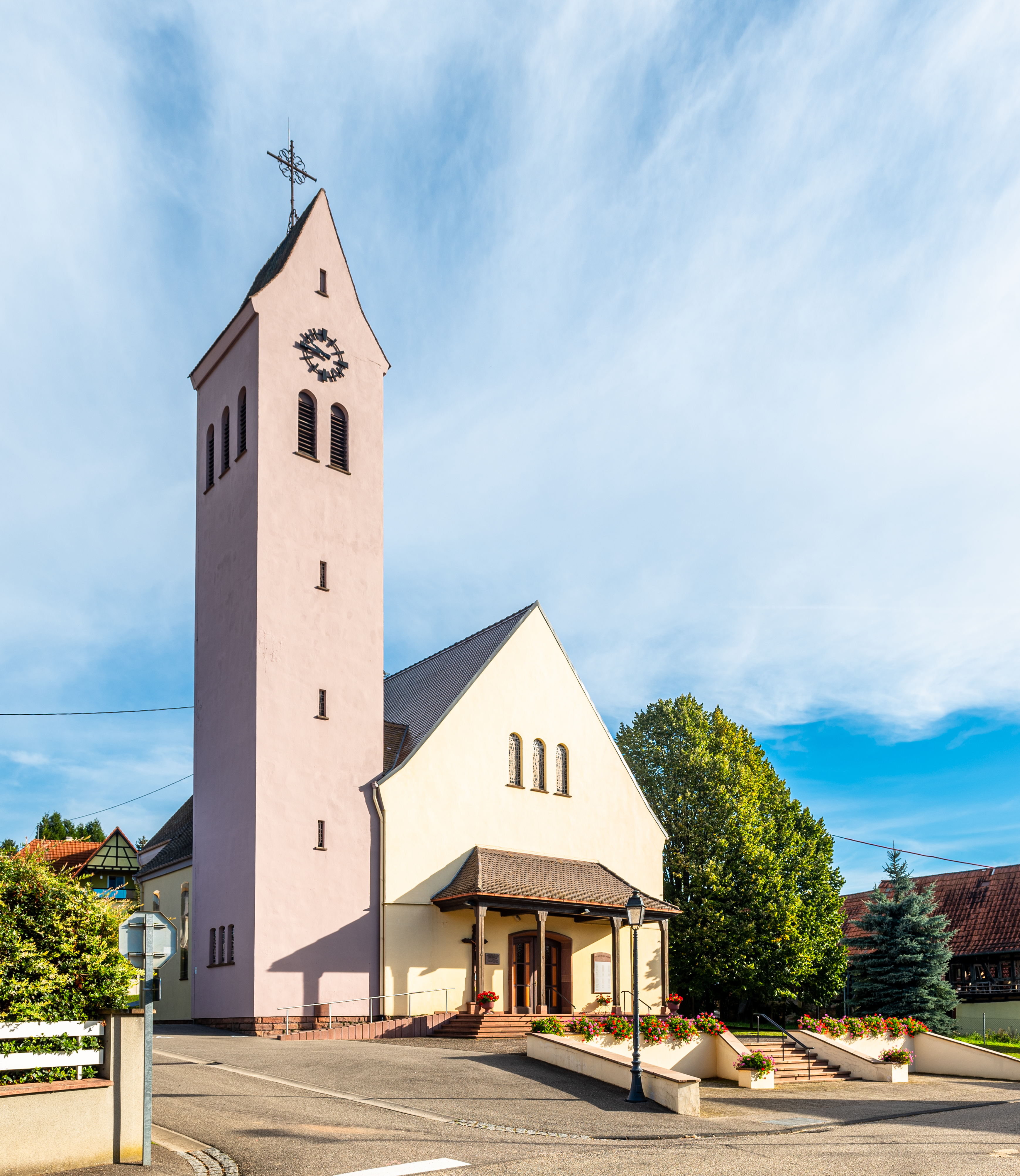
Église d'Oberroedern.

Le château d'eau d'Oberroedern se situe en hauteur. Par temps clair, il est visible depuis de nombreux points d'observations de l'Outre-Forêt. Sa couleur bleue permet de le repérer facilement.

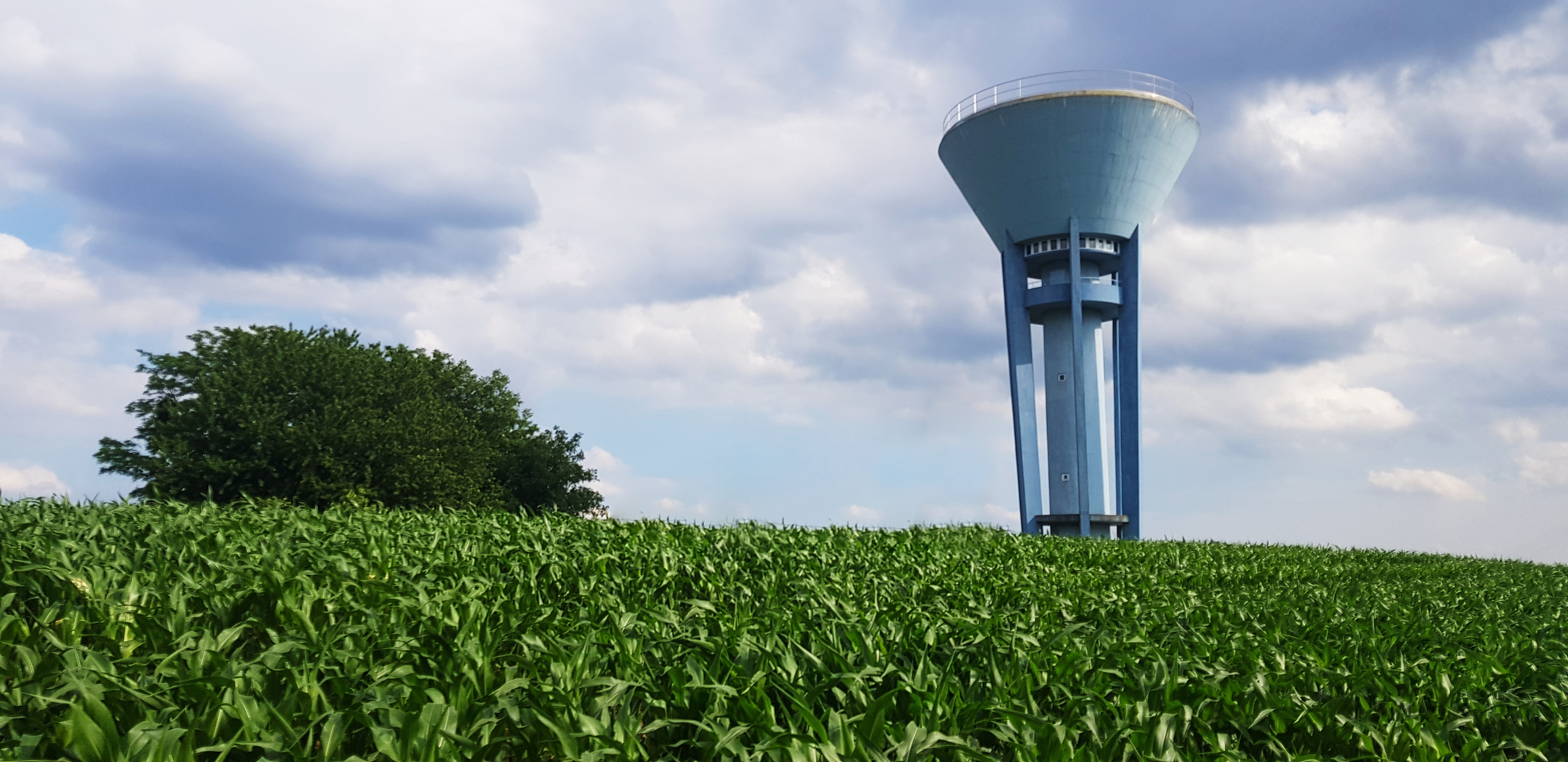
Château d'eau d'Oberroedern.